# Heinrich Schödl
Heinrich Schödl bzw. Jindřich Schödel, auch Jindřich Schödl (* 1. April 1777 in Tachau; † 31. Jänner 1838 in Prag) war ein böhmischer Miniatur- und Porträtmaler.

## Leben
Schödl war der Sohn des Tachauer Schuldirektors Franz Schödel und dessen Ehefrau Barbara Schödel, geborene Dollhopf.
Er war ab 1807 Schüler des Miniaturmalers Anton Bayer (1768–1833; auch Antonín Payer) an der Akademie der Bildenden Künste (AVU) in Prag und gehörte danach der Prager Künstlerbewegung an. Bilder von ihm waren in Miniaturmalereiausstellungen in Reichenberg (1903), Wien (1905), in Lemberg (1912) und in Prag (1913) ausgestellt.
Verheiratet war er mit der Pragerin Anna Schödl, geborene Fiala.